# 威南日新国民型华文中学
威南日新国民型华文中学（简称威南日新华中）是马来西亚槟城州威南县新邦安拔的一所国民型华文中学，于2017年成立。截止2021年，威南日新约有1200名学生来自威南各所小学

## 校史
2012年2月，威南日新国民型华文中学建委会成立，并由李振兴带领募捐建校。
2014年威南日新开始动工兴建，在2016年底建竣，耗资3000万令吉建设。2017年正式开课，并迎来县内7所华小的首批213名新生入读。该校共有4座建筑物，分别是4层楼的A座，5层楼的B座，8层楼的C座，以及4层楼的D座。2019年由曹观友正式开幕。

## 历届毕业歌
1. 2021年威南日新国民型华文中学毕业歌《扬帆起航》
2. 2022年威南日新国民型华文中学毕业歌《征程·思源》
3. 2023年威南日新国民型华文中学毕业歌《未完待续》
4. 2024年威南日新国民型华文中学毕业歌《憧憬》

## 历任校长
- 曾小平
- 吴美珍

## 知名校友
- 陈巧祈 [5]